# Holt (Muhlenberg County, Kentucky)
Holt ist ein gemeindefreies Gebiet im Muhlenberg County, Kentucky in den USA.

## Lage
Holt liegt in der Nähe der US Route 431. Es ist 4,8 km südsüdöstlich von Central City.

## Name
Holt wurde nach einem Geschäftsmann in der Kohlebergbauindustrie benannt.